# Hryhorij Vovtjynskyj
Hryhorij Vasyljovytj Vovtjynskyj (ukrainska: Григорій Васильович Вовчинський), född 4 juli 1988 i Drabiv, Bilousivka regionen, Tjerkasy oblast, Ukrainska SSR, Sovjetunionen, är en ukrainsk paraidrottare som tävlar i skidskytte och längdåkning. Vovtjynskyj föddes med en kortare arm.

## Privatliv
Hryhorij Vovtjynskyj har ett barn, född 2011.

## Meriter
Paralympiska vinterspelen 2010
- Silver, längdskidåkning, 1x4/2x5 km stafett
- Silver, skidskytte, 12,5 km stående
- Brons, längdskidåkning, 10 km stående
- Brons, skidskytte, 3 km stående

Paralympiska vinterspelen 2014
- Guld, skidskytte, 15 km stående

Paralympiska vinterspelen 2018
- Silver, längdskidåkning, 10 km stående

Paralympiska vinterspelen 2022
- Guld, skidskytte, 6 km stående
- Silver, skidskytte, 10 km stående
- Brons, skidskytte, 12,5 km stående